# Rozendaal
Rozendaal  è una municipalità dei Paesi Bassi di 1 726 abitanti situato nella provincia della Gheldria.

## Storia
Le abitazioni si svilupparono intorno al castello di Rozendaal che apparteneva ai baroni Van Pallandt. L'origine del castello risale al XV secolo. L'edificio attuale invece fu costruito nel Settecento.